# Julia Laggner
Julia Laggner (* 17. April 1993 in Windhoek) ist eine namibisch-deutsche Beachvolleyballspielerin.

## Karriere
Laggner spielte in Namibia sowie in Deutschland in der Dritten Liga und Regionalliga Volleyball in der Halle. Im Beachvolleyball spielte sie 2011 mit Corinna Wahl bei der U21-Weltmeisterschaft in Halifax und kam auf den 19. Platz. 2013 erreichte sie mit Elizabeth Rottcher bei der FIVB World Tour in Durban und mit Saskia Henchkert bei der U21-WM in Umag jeweils den 25. Platz. Zu dieser Zeit absolvierte sie auch ihre ersten Turniere in Deutschland und wurde 2013 deutsche Hochschulmeisterin. 2015 spielte sie vor allem mit Alicja Leszczyńska und kam auf der Smart Beach Tour in Kühlungsborn auf den 13. Platz. 2016 wurde Caroline Eggert ihre neue Partnerin. Laggner/Eggert kamen im ersten Jahr auf der deutschen Tour nicht über die Qualifikation nicht hinaus. 2017 erreichten sie in Binz den 13. Rang.
2018 bildete Laggner ein neues Duo mit Melanie Höppner. Auf der Techniker Beach Tour 2018 erzielten Höppner/Laggner bei verschiedenen Turnieren neunte und dreizehnte Plätze. Bei den vier Strandturnieren der Techniker Beach Tour 2019 kamen sie ebenfalls jeweils auf den 13. Platz. Mit Kim Seebach erreichte sie bei den African Beach Games 2019 in Kap Verde den zweiten Rang. Außerdem wurden Laggner/Seebach in Namibia im selben Jahr als „Team des Jahres“ ausgezeichnet.
Auf deutschen Turnieren spielte Laggner 2021 mit Astrid Munkwitz und 2022 mit Anne Schmitt. 2023 erreichte sie – wieder mit Munkwitz – die deutsche Meisterschaft in Timmendorfer Strand.